# Wisarut Imura
Wisarut Imura (thailändisch วิศรุต อิ่มอุระ; * 18. Oktober 1997 in Bangkok), auch als Tia (thailändisch เตี้ย) bekannt, ist ein thailändischer Fußballspieler.

## Karriere

### Verein
Wisarut Imura erlernte das Fußballspielen bei der Schulmannschaft der Surasakmontree School sowie in der Jugendmannschaft des Erstligisten Bangkok United in Bangkok, wo er 2017 auch seinen ersten Vertrag unterschrieb. 2018 wurde er an den ebenfalls in der ersten Liga, der Thai League, spielenden Air Force Central FC ausgeliehen. Für die Air Force absolvierte er 15 Erstligaspiele. Nach der Ausleihe kehrte er nach Bangkok zurück. 2023 feierte er mit dem Hauptstadtverein die Vizemeisterschaft. Am 28. Mai 2023 stand er mit dem Verein im Finale des thailändischen Pokals. Hier unterlag man dem Erstligisten Buriram United mit 0:2. Am 5. August 2023 gewann er mit Bangkok United den thailändischen Super Cup. Das Spiel gegen den Meister Buriram United im Rajamangala Stadium gewann man mit 2:0. Am Ende der Saison 2023/24 feierte er mit dem Verein die Vizemeisterschaft. Am 15. Juni 2024 gewann er mit Bangkok United den FA Cup. Das Endspiel gegen den Zweitligisten Dragon Pathumwan Kanchanaburi FC gewann man im Elfmeterschießen. Am Ende der Saison 2024/25 feierte er mit Bangkok seine dritte Vizemeisterschaft.

### Nationalmannschaft
Wisarut Imura spielte von 2015 bis 2016 9 Mal in der thailändischen U-19–Nationalmannschaft. Von 2017 bis 2018 stand er neun Mal für die U-21–Nationalmannschaft auf dem Spielfeld. Seit 2019 spielt er in der thailändischen U-23–Nationalmannschaft.

## Erfolge

### Verein
Bangkok United
- Thailändischer Pokalsieger: 2023/24
- Thailändischer Pokalfinalist: 2017, 2022/23
- Thailändischer Vizemeister: 2022/23, 2023/24, 2024/25
- Thailändischer Supercup-Sieger: 2023

### Nationalmannschaft
Thailand U19
- AFF U-19 Youth Championship: 2015